# Uropsilus soricipes
Uropsilus soricipes — вид ссавців родини Talpidae. Ендемік Китаю, провінція Сичуань. Його природне місце проживання — ліси помірного поясу.

## Загрози й охорона
Великих загроз немає. Цей вид зустрічається в національних природних заповідниках Тайбайшань, Фопін, Ванлан, Волонг і Цзючжайгоу, а також може бути присутнім в інших охоронних територіях. У Китаї він був регіонально занесений до червоного списку як вразливий.